# Теракт на мюнхенській Олімпіаді
Теракт на мюнхенській Олімпіаді — терористичний акт під час літніх Олімпійських ігор 1972 року. Під час нападу 5 вересня 1972 року 8 палестинських терористів вбили двох членів збірної Ізраїлю, а потім узяли у заручники ще 9 осіб. Протистояння закінчилося перестрілкою із німецькою поліцією, у результаті котрої загинуло п'ять терористів, німецький поліцейський і всі дев'ять ізраїльських заручників. У відповідь на цей теракт ізраїльський уряд провів дві операції з ліквідації учасників нападу. Цей теракт залишається одним з найгірших та найтрагічніших в історії Олімпійських ігор.

## Захоплення заручників

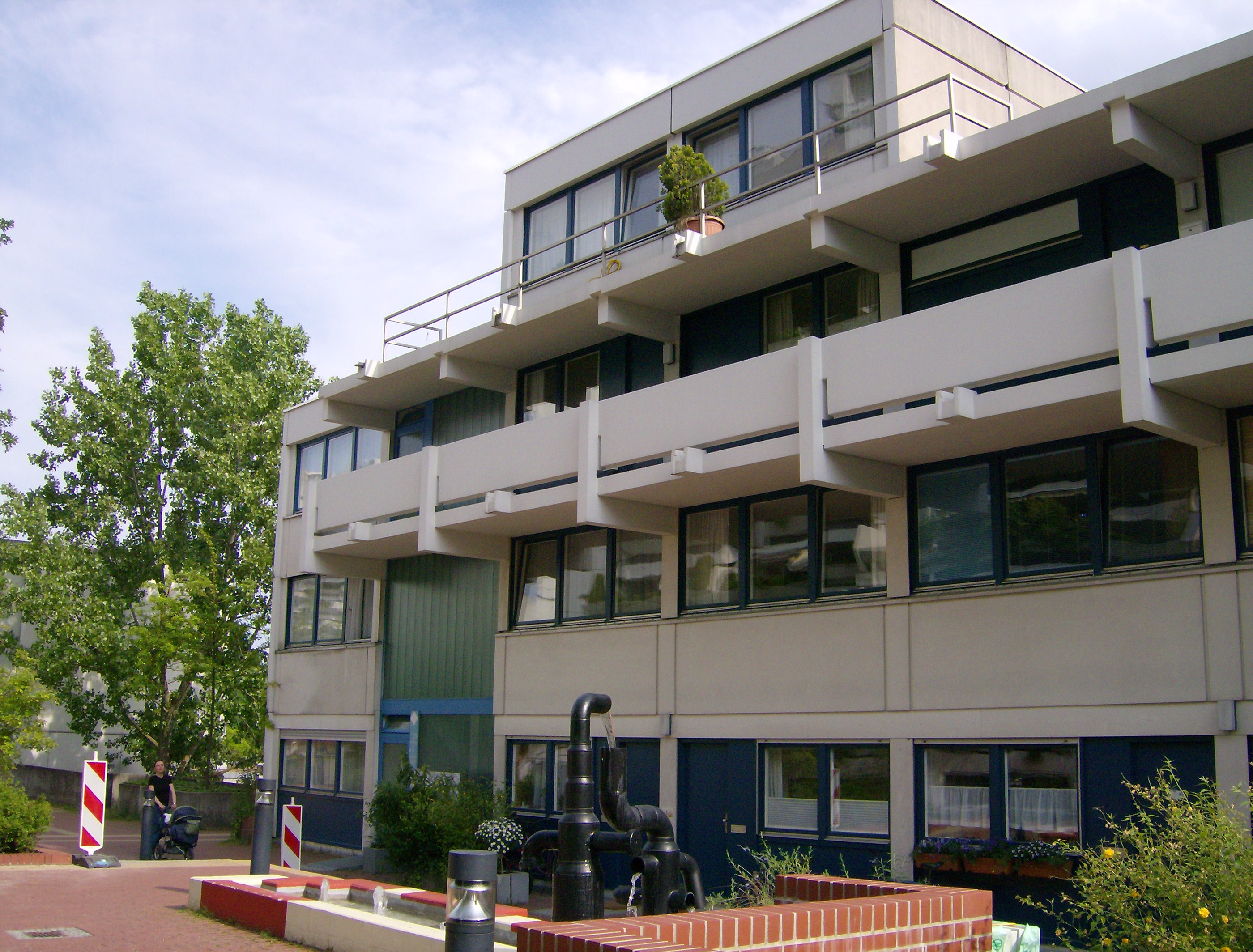
Будинок, де знаходилася збірна Ізраїлю під час Олімпіади

Близько 4:40 ранку 5 вересня, в той час як більшість ізраїльських олімпійців спали, вісім членів радикального палестинського угруповання «Чорний вересень», одягнені у спортивні костюми, озброєні автоматичною зброєю та гранатами подолали паркан навколо олімпійського селища у Мюнхені й оточили будинок № 31, де мешкала ізраїльська команда.
Під час нападу на перший блок терористам вдалося взяти у заручники групу ізраїльських тренерів і офіційних осіб делегації. У другому блоці під час захоплення ізраїльських борців та важкоатлетів деякі члени команди спробували чинити опір терористам, але були вбиті вогнем з автоматичної зброї. Скориставшись хаосом, інші атлети змогли вибігти із комплексу, але дев'ять ізраїльських спортсменів та тренерів потрапили у заручники. Членів інших делегацій, які були в будинку, терористи одразу відпустили. Того ж ранку почалися переговори між терористами і німецькою поліцією, яка швидко оточила олімпійське селище.

## Вимоги терористів
Палестинці швидко визначили себе як члени радикальної організації «Чорний Вересень» з таборів палестинських біженців у Лівані, Сирії та Йорданії. Керівником групи був палестинець Луттіф Афіф під прізвиськом «Ісса», він, зокрема, висунув вимоги звільнити та передати до Єгипту 234 палестинських в'язнів з ізраїльських в'язниць, а також ув'язнених членів німецького збройного угрупування Фракція Червоної Армії, які відбували на той час покарання у Німеччині.
Захоплення заручників у Мюнхені опинилося у центрі уваги світової спільноти і знову відновило увагу громадськості до арабо-ізраїльського протистояння на Близькому Сході. У той час, як Олімпійські ігри були призупинені, близько 900 мільйонів глядачів у всьому світі спостерігали по телебаченню трагедію, яка розгорталася у Мюнхені. Ісса й інші палестинці користувалися такою увагою світової спільноти до своїх вимог, але швидко почали розчаровуватися у довготривалості переговорів з німецької поліцією. Ізраїль зі свого боку відмовився від переговорів з терористами.
До перемов з палестинцями також підключилися члени єгипетської збірної, які разом з німецькою владою пропонували терористам необмежене грошове винагородження за звільнення заручників, яке вони, однак, швидко відхилили. Тим часом, за даними преси, влада Німеччини в особі канцлера Віллі Брандта і міністра внутрішніх справ Ганса-Дітріха Геншера відкинула пропозицію Ізраїлю про направлення групи спеціальних сил для визволення заручників. Самі політики пізніше наполягали, що жодних пропозицій з Ізраїлю не надходило. Разом з тим, до Мюнхена запросили голову Моссаду Зві Заміра, коли вже був прийнятий план дій з визволення заручників.

## Спроба визволення заручників
Погодившись з вимогами терористів переправити їх літаком до Каїру, німецька поліція о 22:30 двома гелікоптерами доставила нападників та їхніх заручників на військовий аеродром, де вже чекав літак до Єгипту. Саме тут німецька поліція планували визволити заручників. У різних місцях аеродрому було розставлено п'ять німецьких поліцейських, вибраних на роль снайперів, однак ніхто з них не мав спеціальної підготовки для проведення контртерористичних операцій чи визволення заручників, а на озброєнні вони мали лише HK G3 без оптичних чи нічних прицілів.
Під час вивантаження заручників палестинці помітили, що літак був порожній, і зрозуміли, що їх заманюють у пастку, й зробили спробу повернутися до вертольотів. Саме у цей момент німецькі поліцейські включили прожектори в аеропорту і дали наказ снайперам відкрити вогонь. Спроба вбити терористів виявилася вкрай невдалою — п'ять снайперів не мали ні точних об'єктивів, ні приладів нічного бачення і до того ж опинилися сам на сам з вісьмома озброєними терористами.
У хаосі перестрілки, яка тривала майже годину, був убитий один з поліцейських, та двоє інших були поранені. Коли із значним запізненням на летовище виїхав німецький броньовик, палестинці зрозуміли безвихідь ситуації і почали розстрілювати заручників у першому вертольоті, а потім кинули туди ще й гранату. Від вибуху гранати вертоліт охопило полум'я. Двоє вбитих атлетів і один поранений згоріли у вогні. Далі снайперам нарешті вдалося вбити лідера терористів Іссу і ще декількох інших, однак ще живі палестинці розстріляли решту заручників у другому вертольоті. О 1:30 ночі поліції вдалося закінчити операцію і захопити трьох палестинців. У результаті цієї невдалої спроби визволення загинули всі дев'ять заручників, п'ятеро терористів і один німецький поліцейський.

## Загиблі в ході теракту
Убиті в ході первісної перестрілки
- Моше Вайнберг (тренер з боротьби)
- Йосеф Романо (штангіст)

Розстріляні і підірвані гранатою в східному вертольоті (в порядку, в якому розміщувалися у вертольоті, зліва направо)
- Зеєв Фрідман (штангіст)
- Давид Бергер (штангіст)
- Яаков Шпрінгер (суддя з важкої атлетики)
- Еліезер Халфін (борець)

Розстріляні в західному вертольоті (в порядку, в якому розміщувалися у вертольоті, зліва направо)
- Йосеф Гутфройнд (суддя з класичної боротьби)
- Кехат Шор (тренер зі стрільби)
- Марк Славін (борець)
- Андре Шпіцер (тренер з фехтування)
- Аміцур Шапіра (тренер з легкої атлетики)

Убиті на злітно-посадковій смузі
- Антон Флігербауер (німецький поліцейський)

Терористи, ліквідовані німецькою поліцією
- Лютіф Афіф (Ісса)
- Юсуф Назал (Тоні)
- Афіф Ахмед Хамід (Паоло)
- Халід Явад (Салах)
- Ахмед Чік Таа (Абу-Халла)

## Наслідки

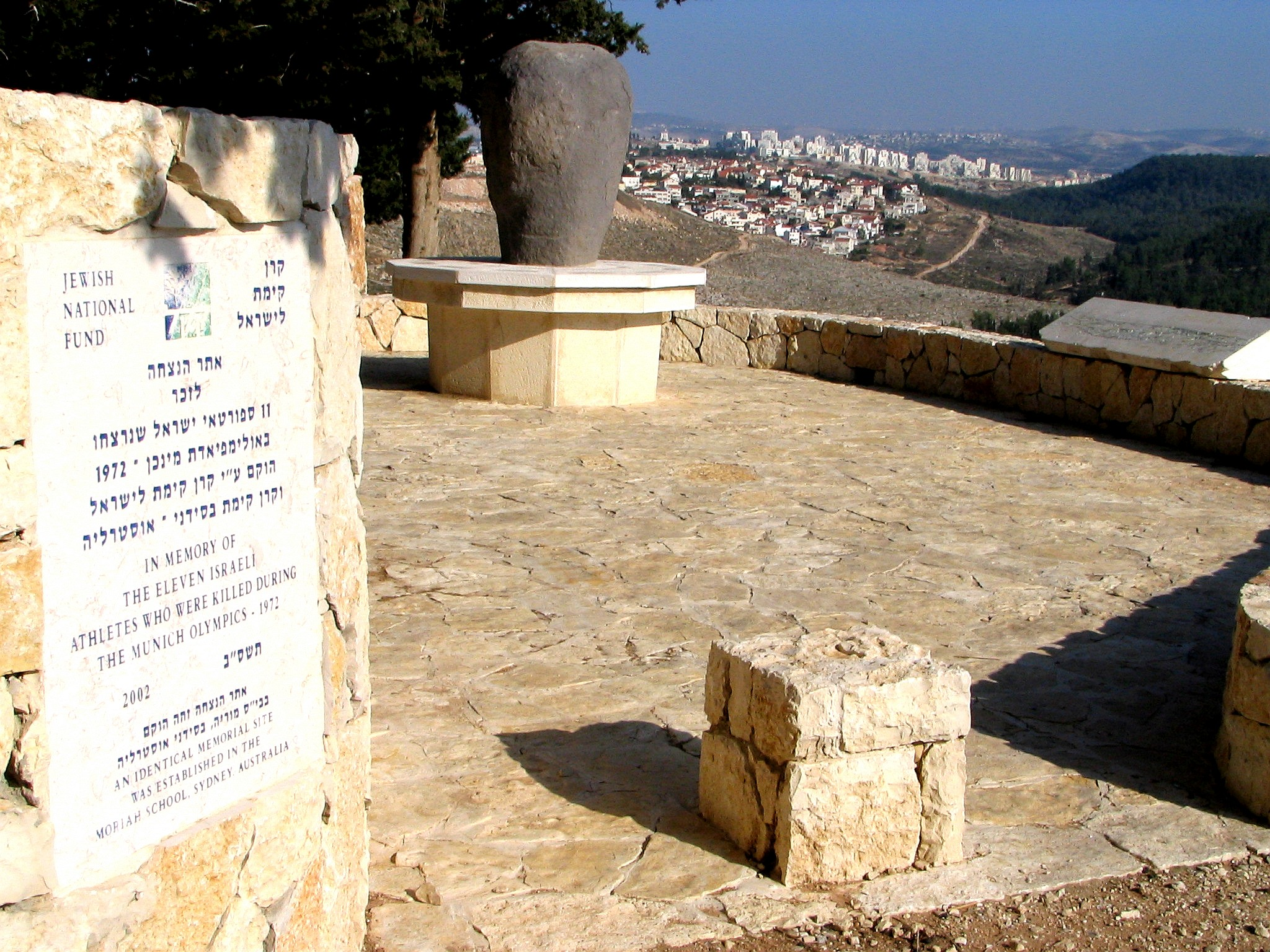
Меморіал жертвам теракту в Ізраїлі

Олімпійські ігри були призупинені лише на один день, і після закінчення трагічного протистояння на олімпійському стадіоні відбулася траурна церемонія присвячена загибелі ізраїльських спортсменів. Попри це ізраїльська збірна відмовилася від подальшої участі в Олімпіаді. 6 вересня 1972 року тодішній прем'єр-міністр Ізраїлю Голда Меїр закликала інші країни засудити цей злочин. Розстріл єврейських спортсменів у Німеччині після трагічних подій Другої світової війни виявився дуже болючим як для ізраїльтян, так і для німців.
Вже 8 вересня Ізраїль відповів бомбардуванням баз палестинців у Лівані і Сирії, але це не знищило ОВП, а лише загострило протистояння. Також бомбардування засудила Рада безпеки ООН. 29 жовтня Німеччина видала тіла вбитих терористів та арештованих палестинців Лівії, де їх зустріли як героїв.
Попри це уряд Ізраїлю організував дві секретні операції («Гнів Божий» та «Меч Гідеона») зі знищення палестинських терористів, які, на думку Ізраїлю, несли відповідальність за теракт у Мюнхені. У загальній кількості ізраїльськими агентами протягом наступних 20 років було вбито 13 осіб. Деталі цих операцій знайшли відображення у літературі та мистецтві, зокрема у художньому фільмі Стівена Спілберга «Мюнхен». Також як наслідок трагічних подій у Мюнхені, у Німеччині та в інших країнах були створені спеціальні підрозділи для боротьби з тероризмом.